# Ricardo Falla Cáceres
Ricardo Falla Cáceres (El Salvador, 6 de noviembre de 1929 - Costa Rica, 22 de febrero de 1990), Doctor en Derecho salvadoreño, participó activamente en la política salvadoreña y en el desarrollo de la actividad cafetalera del país.  

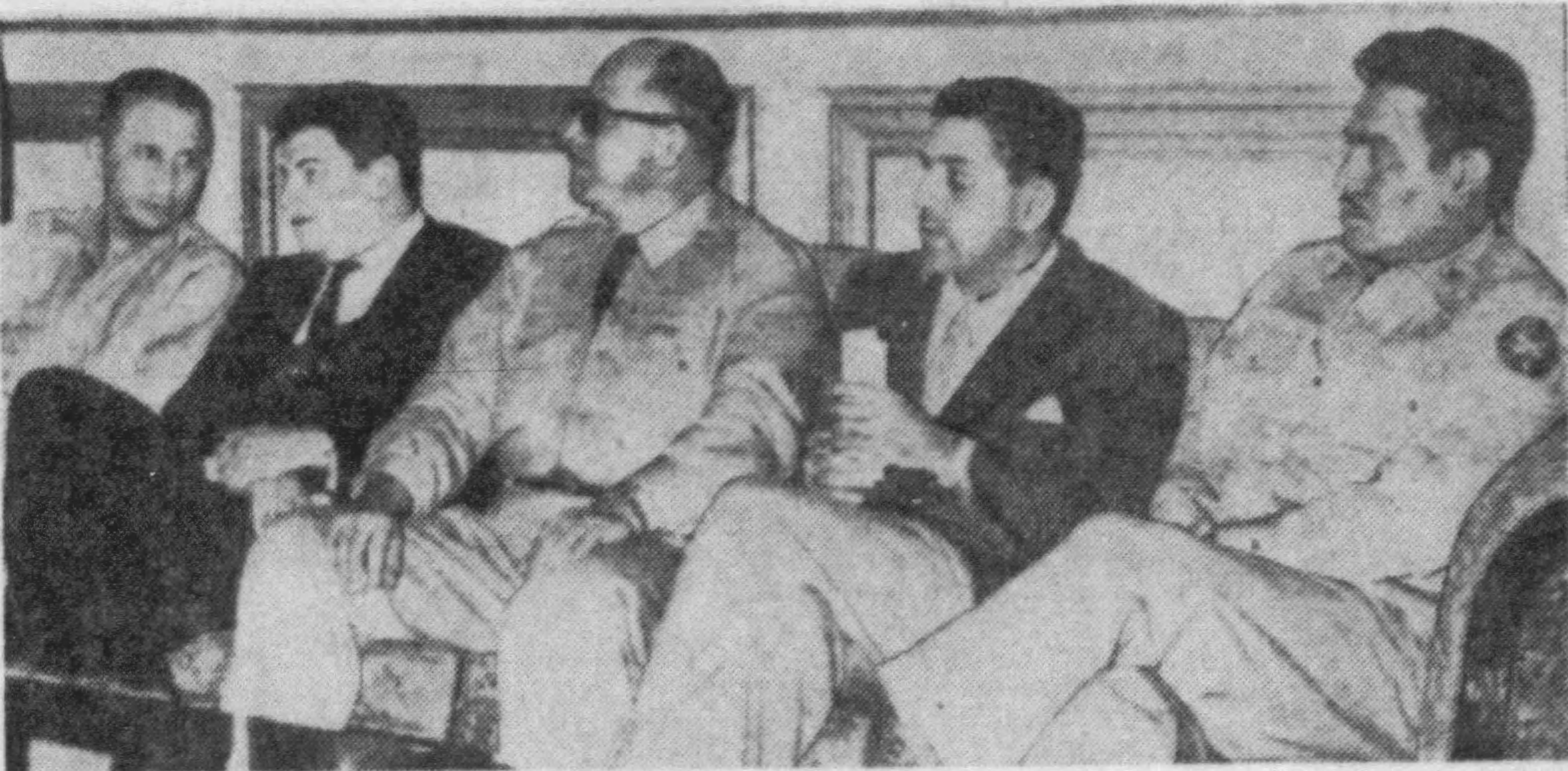
Cnel Cesar Yanes, Dr Ricardo Falla Cáceres, TCnel Miguel Angel Castillo, Dr René Fortín Magaña, Myr Rubén Rosales (ausente en la foto el Dr Fabio Castillo)

## Trayectoria
Miembro fundador de la Junta de Gobierno que gobernó la República de El Salvador del 26 de octubre de 1960 al 25 de enero de 1961. 
La intención declarada de esta Junta de Gobierno era poner en efecto la Constitución de 1950 por medio de elecciones presidenciales genuinas. 
La Junta cívico-militar gobernó El Salvador desde el 26 de octubre de 1960 hasta ser derrocada por un grupo de militares, ya que estaba trabajando en una nueva Ley Electoral formada por un congreso de nueve partidos políticos: el Partido Social Demócrata (PSD), el Partido Revolucionario Abril y Mayo (PRAM), el Partido Acción Renovadora (PAR), el Partido Acción Nacional (PAN), el Partido Auténtico Constitucional (PAC), el Partido Revolucionario Democrático (PRD), el Partido Unionista Centroamericano (PUCA), el Partido Demócrata Cristiano (PDC) y el Partido Acción Democrática (PAD).
El aporte más importante de Ricardo Falla Cáceres fue a la economía de El Salvador, primero durante su gestión en la Compañía Salvadoreña de Café, por medio de la cual impulsó políticas para mejorar la productividad, producción y comercialización del café, apoyadas por el Estado y por el Banco Central de Reserva de El Salvador, que obtuvieron como resultado que El Salvador llegase a ser el Cuarto Productor Mundial de café, producto que en su momento llegó a aportar el 60% de los ingresos del país.  
Fungió luego como principal operador de la organización internacional denominada PANCAFE, conformada por los países productores de café más importantes de Latinoamérica, como Brasil, Colombia, México, Guatemala, El Salvador, Costa Rica, entre otros. 
El objetivo de la creación de PANCAFE fue el de obtener mejores precios para este producto en los principales mercados internacionales del grano de oro, principalmente por medio de las cotizaciones en las bolsas de futuros de Nueva York y de Londres; mercados de futuros por medio de los cuales se cotiza el valor de este producto, para lograr mayores ingresos y, por ende, mejores condiciones de vida para millones de personas vinculadas a la producción de café en América Latina y en todos los países productores de café en el mundo.
- Datos: Q6108153